# 아카사카 아카
아카사카 아카(赤坂 アカ, 1988년 8월 29일 ~ )는 일본의 만화가, 일러스트레이터다. 남성으로 니가타현 사도시 출신이다. 혈액형은 O형이다.
만화작품 집필 외에 일러스트레이션, 캐릭터 디자인 등 다양한 분야에서 활동하고 있다

## 약력
- 기본기가 없었을 시절에는 카타오카 진세이, 히구치 아키히코 등의 어시스턴트를 맡고 있었다.[3][4]
- 2011년, 「전격마왕」(KADOKAWA)에서, 「안녕 피아노 소나타」(원작:스기이 히카루)의 코미컬라이즈판의 연재를 담당한다.
- 2012년, 보컬로이드 『IA -ARIA ON THE PLANETES-』의 캐릭터 디자인을 담당한다.
- 2013년, 「전격마왕」(KADOKAWA)에서, 「ib 인스턴트 불릿」의 연재를 개시, 2015년년에 연재를 종료한다.[5]
- 2015년, 「미라클 점프」(슈에이샤)에서, 「카구야 님은 고백받고 싶어 ~천재들의 연애 두뇌전~」 연재를 개시. 그 후, 게재지를 「주간 영 점프」(동)로 옮겨 2016년 17호부터 연재중이다.
- 2020년 「카구야 님은 고백받고 싶어 ~천재들의 연애 두뇌전~」으로 제65회 쇼가쿠칸 만화상 일반인 부문을 수상했다.

## 인물
- 만화가 뮤지션 타구치 쇼이치와는 오랜 친구이자 그의 밴드인 감상벡터의 악곡에 가사를 제공하기도 했다.
- 거유를 그리는 것이 서툴다고 자신의 트위터에서 말하고 있다.[6]
- 필명은 스마트폰에서 입력하기 쉽도록 아/카/사의 세 글자로 명명됐다.
- 인기 FPS 게임 「Apex Legends」를 좋아해, 작중에서도 자주 언급하고 있다. 또 팬들의 비공식 대회에도 여러 차례 출전했으며 그중 CR컵에서는 공식 테마송 카사네우타의 일러스트를 맡고 있다.

## 주요 작품

### 연재
- 안녕 피아노 소나타 (원작 : 스기이 히카루, 캐릭터 디자인 : 우에다 료 KADOKAWA 『전격마왕』, 2011년 4월호-2012년 9월호) 전3권
- ib 인스턴트 불릿 (KADOKAWA 『전격마왕』, 2013년 9월호-2015년 10월호) 전5권
- 카구야 님은 고백받고 싶어 ~천재들의 연애 두뇌전~ (슈에이샤 『미라클 점프』, 2015년 6월호-2016년 2월호⇒슈에이샤 『주간 영 점프』, 2016년 17호-2022년 49호) 전 28권
- 【최애의 아이】 (작화 : 요코야리 멘고 슈에이샤 『주간 영 점프』, 2020년 21호-연재 중) 기간 10권

### 완결
- 카구야 님은 고백받고 싶어 ~천재들의 연애 두뇌전~ 영점프 출장판 특별독절 (슈에이샤 『주간 영 점프』, 2015년 40호)
- 카구야 님은 고백받고 싶어 ~천재들의 연애 두뇌전~ 미라클 점프 개선 특별독절(슈에이샤 『미라클 점프』, 2016년 8월호)
- 카구야 님은 고백하고 싶어 다크니스 (슈에이샤 『영점프 GOLD』, Vol.1&Vol.2)
- 카구야 님은 고백받고 싶어 ~천재들의 연애 두뇌전~ 번외편 (슈에이샤 『영점프 러브』)
- 켄사쿠히나타자카 (슈에이샤 『주간 영 점프』, 2021년 17호-19호)

### 일러스트레이션
- 모녀회의 부적절한 일상 (저: 카이토 레이지, KADOKAWA<패미통 문고>)

1. 2012년 3월 30일 발매
2. 2012년 5월 30일 발매
3. 2012년 10월 29일 발매

- 연애 히어로 (저: 아오카이간지, 주부의 친구회사〈히어로문고〉)

1. 2013년 9월 30일 발매
2. 2013년 12월 26일 발매

- 바텐더 법무사 카에데의 사건 노트 (저:콘도 마코토, 자유국민사) 2013년 11월 28일 발매
- 보카로계의 비밀 사건보 2 명탐정 엘레GY짱의 보카로P 데뷔(저: 이즈미 카즈요시, 세키카이샤〈세이카이샤FICTIONS〉) 2014년 2월 14일 발매.
- 수수께끼 좋아하는 소녀 시리즈 (저: 세가와 코우, 신초샤〈신초문고 nex〉)

1. 수수께끼 좋아하는 소녀와 빼앗긴 청춘 2015년 2월 28일 발매
2. 수수께끼 좋아하는 처녀와 망가진 정의 2015년 8월 28일 발매
3. 수수께끼 좋아하는 처녀와 거짓 연심 2016년 1월 28일 발매

- 매끄러운 세계와 그 적 (저: 한나 렌, 하야카와 쇼보) 2019년 8월 20일 발매

### 앤솔로지 참가
- 루리히메 2012 SUMMER (코믹, 와니 매거진사) 2012년 7월 21일 발매
- 동방화기첩 (일러스트집, 겐코샤) 2013년 5월 24일 발매
- ILLUSTRATION 2014 (일러스트집, 쇼에이샤) 2014년 5월 23일 발매

### 캐릭터 디자인
- IA -ARIA ON THE PLANETES-(보컬로이드)
- 동방창신연기 (동인소프트, Windows)
- CHUNITHM (아케이드용 게임) 2015년 7월 16일 가동 개시 ※플레이 캐릭터 중 1인 '피리오' 디자인
- IA / VT-COLOR FUL- (가정용 게임, PS VITA) 2015년 7월 30일 발매
- 동방창신연기V (가정용 게임, PS Vita) 2016년 4월 28일 발매 ※다운로드 전용 소프트

### CD 자켓 일러스트
- The Gate of Dreams / jAcKp☆TrASH 2012년 12월 29일 발매
- IA/02-COLOR- / V.A. 2013년 3월 10일 발매
- The Legend of 초절조성사 / V.A. 2013년 3월 20일 발매

### 작사
- 플라워 드롭 / 감상 벡터
- 실크 / 감상 벡터
- ib-인스턴트 발렛-(full ver.)/아카사카 아카군 너무 좋아 클럽(아카사카 아카, 구시미야기 히데유키, 시라카미 마시로, 진, 타구치 쇼이치, 하루카와 미사키) ※이 작품의 응원송으로 제작되었다.
- Call Me / Annabel

### 기타
- 기숙학교의 줄리엣 (제8화 엔드 일러스트)
- 멋진 날들~불연속 존재~ (배경)[7]
- 아이돌마스터 신데렐라 걸즈 (2019년의 만우절 기획 「데레x코미!」내 작품 「슈코는 말하게 하고 싶어~교토 여성들의 아이돌 두뇌전~」작화)

## 게스트 출연

### 인터넷 라디오
- 초! 에도무스메 천하큰일!! (초!A&G+, 2011년 7월 31일)
- 오노세 코이치의 블루☆컬렉션!! (블루라디오닷컴, 2012년 2월 20일, 2월 27일)